# Morgedal

Morgedal é uma localidade da comuna de Kviteseid, no condado de Telemark, na Noruega. É chamada de  "o berço do esqui'".
Morgedal é uma localidade cujo habitante mais conhecido é Sondre Norheim, conhecido por ser o pai do esqui moderno juntamente com os irmãos Torjus Hemmestveit e Mikkjel Hemmestveit. Os irmãos Hemmestveit criaram a primeira escola de esqui em Christiania no ano de 1881, antes de emigrarem para os Estados Unidos no final do século XIX.
A Chama Olímpica dos Jogos Olímpicos de Inverno de 1952, em Oslo, e de 1960, em Squaw Valley, e a chama utilizada na tocha national dos jogos de 1994, em Lillehammer, foram todas acendidas em Øvrebø, Morgedal, local do nascimento de Sondre Norheim.